# پرش فرکانسی مبتنی بر طیف گسترده
پرش فرکانسی مبتنی بر طیف گسترده یا طیف‌گستردهٔ بسامدپرشی (به انگلیسی: Frequency-hopping spread spectrum) که به اختصار FHSS نیز نامیده می‌شود، شیوه‌ای برای ارسال سیگنال در باند فرکانسی رادیویی است که فرکانسِ موجِ حامل را به طور متوالی و شبه تصادفی (Pseudo-random) عوض می کند. البته این توالی برای فرستنده و گیرنده رادیویی شناخته شده است.